# ガープス・ドラゴンマーク
『ガープス・ドラゴンマーク』は友野詳によってデザインされた歴史改変SF・RPG。
2000年に富士見書房からA4判書籍で発売された。『ガープス・ベーシック第3版』に対応したルールブックである。

## 概要
「間違った歴史」となった世界を修正するために送り込まれた謎の敵に、「平行世界からやって来たヒーロー」が結集して立ち向かう、歴史改変SF・RPG。
ジャンルをクロスオーバー・RPGと考えることもできる。
「平行世界からやって来たヒーロー」は一度死亡し、意識体のみの存在となって、我々の世界の一般人に憑依している。そのため、「一般人であるキャラクター」と「ヒーローであるキャラクター」の二役をロールプレイすることになる。

## 世界設定

### 平行世界
この世界には、無数の平行世界が存在している。
新しい所では、第二次世界大戦が起こらずに、別の歴史をたどった平行世界があるかもしれない。古い所では、猿が進化して人類とならずに、猫が進化して人類となり、別の歴史をたどった平行世界があるかもしれない。
基本的に、世界から別の世界に移動する者はなく、それぞれの世界は独立を保って存在していた。

### 正当な歴史
現在の世界のはるか未来に、ディーヴァと呼ばれる者たちが現れた。彼らは、自らがたどった歴史のみを正当な歴史と考え、枝分かれした平行世界の間違った歴史と考えた。ディーヴァはそれらの平行世界に、人間女性に見える「生体アンドロイド」を送り込み、歴史の分岐点を抹消するべく工作を行なった。
例えば、第二次世界大戦が起こらなかった平行世界があれば、過去に介入し、戦争に反対した人物を見つけ出して殺害した。また、猫が進化して人類となった世界であれば、過去に介入し、まだ原始的な猫を猿に襲わせて、進化しようとしていた猫を絶滅させた。

### 滅びた世界
ディーヴァが過去の時点に「生体アンドロイド」を送り込み、その時点から正当な歴史に変えてやるには、あまりにも歴史の違いが大きすぎる場合もあった。その場合には、「生体アンドロイド」と共に戦車やミサイルといった兵器が送り込まれ、その世界の生命体が絶滅するまで徹底した破壊が行われた。生命体が絶滅することで、その平行世界は滅びた世界となった。

### 意識体
滅びた世界にいた者たちは、当然ながらそのまま死に絶えた。
しかし、ごく稀にその世界の存続を諦めなかった者たちの意識体が、我々の世界の人間に意識体として憑依するという事態が発生した。これまでに知られている限り、それらの意識体の出身となる平行世界は別々でも、憑依されるのは我々の世界の2000年頃の人間であった。
憑依した意識体は、出身となる平行世界で殺害された記憶を持っている。そして死後に、平行世界の間に生きる、高位次元生命体の存在を感じ、その高位次元生命体の意志として、我々の世界の人間に憑依するのだと考えられている。
高位次元生命体は、出会った者にドラゴンのようなイメージを与える。そして、意識体に憑依された人間には、体のどこかにドラゴンマークと思える痣ができる。こうして、ひとりの体にふたりの人格を宿した者を竜の傭兵と呼ぶ。

### ゲートマスター
竜の傭兵のうちごく一部の者は、高位次元生命体と意志疎通を行ない、他の平行世界への扉を開く力を与えられる。この力を得た者をゲートマスターと呼ぶ。
ゲートマスターは仲間として竜の傭兵を探し、高位次元生命体からもたらされた情報をもとに、危機を迎えている平行世界への扉を開く。

## システム
『ガープス・ドラゴンマーク』のキャラクターは、75CPによるベース・キャラクターと、50CPによるバージョンによって作成される。
ベース・キャラクターは、基本的に日本で生活する一般人となる。
バージョンは、平行世界にいた「もう一人の自分」の能力を表す。
あらかじめ用意されたバージョンとして、有翼の騎士・剣豪・格闘士・影の猫・冬の姫巫女・電光の使徒・大西部の酔いどれ医・霊術師の8種類から1つを選択することができる。

## ライト・ルール
『ガープス・ドラゴンマーク』のルールは112頁までであり、113頁から150頁までにはライト・ルールが掲載されている。
ライト・ルールを使用することで、『ガープス・ベーシック第3版』なしでも、本書のみでプレイすることが可能となっている。

## 製品一覧
- 『ガープス・ドラゴンマーク』 安田均監修・友野詳著、富士見書房、2000年、157頁。ISBN 4-8291-7461-7
- 『ドラゴンマーク・リプレイ 若き竜の羽ばたき』 安田均監修・友野詳著、富士見ドラゴンブック、2000年、285頁。ISBN 4-8291-4366-5